# Glaciar de Ossau
El glaciar de Ossoue es un glaciar de los Pirineos situado en el macizo de Viñamala, en la vertiente norte de la frontera franco-española, en el departamento de Altos Pirineos, en Occitania .
Es el único glaciar de lengua de la cordillera, y el segundo en tamaño tras el glaciar del Aneto, y por delante de los de Monte Perdido y la Maladeta .

## Geografía

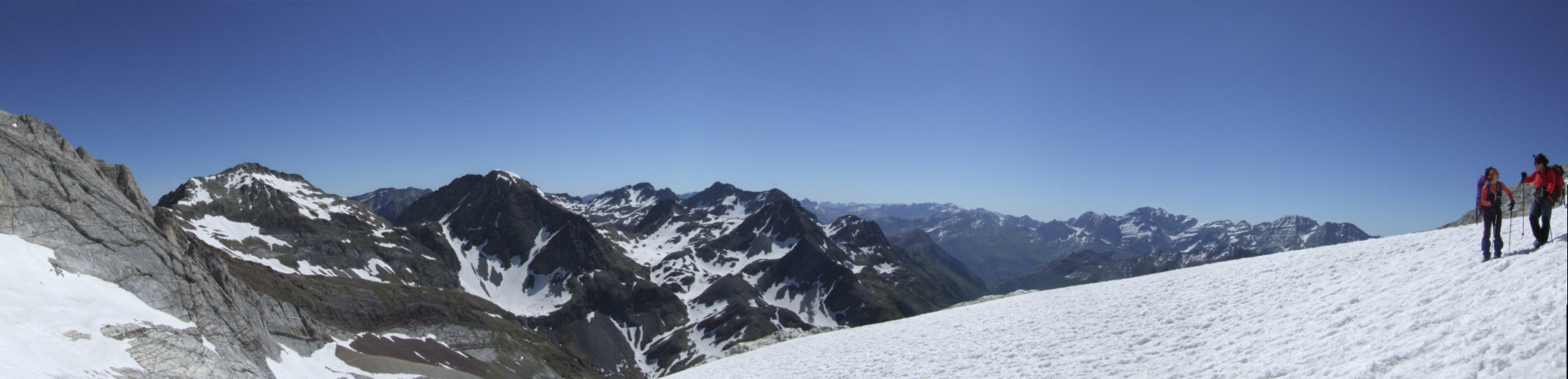
Vista desde la cabecera del glaciar

Se trata del mayor glaciar del lado francés de los Pirineos, con una superficie de 45 hectáreas en 2011. Se han perdido 32,4 metros de espesor, ha pasado de 58 a 31 hectáreas, y su frente ha retrocedido 171 metros en el período 2001-2021. Se sitúa entre los 2800 y 3200 metros sobre el nivel del mar, rodeado de numerosos picos de más de 3000 metros, como el Vignemale, la Pointe Chausenque y el Montferrat, que dominan su parte superior. A mediados del XIX, su superficie alcanzó 110 hectares  y a principios XXI, su longitud aún superaba los 2 kilómetros. En 2019, sólo tiene 1,4 km  de largo y 300 mètres de ancho.
Su manto de nieve es abundante a principios de verano, pero su estado se deteriora rápidamente a partir de esas fechas, siendo usual encontrar grietas al final de la temporada estival, sobre todo en la parte baja, bajo el Petit Vignemale.

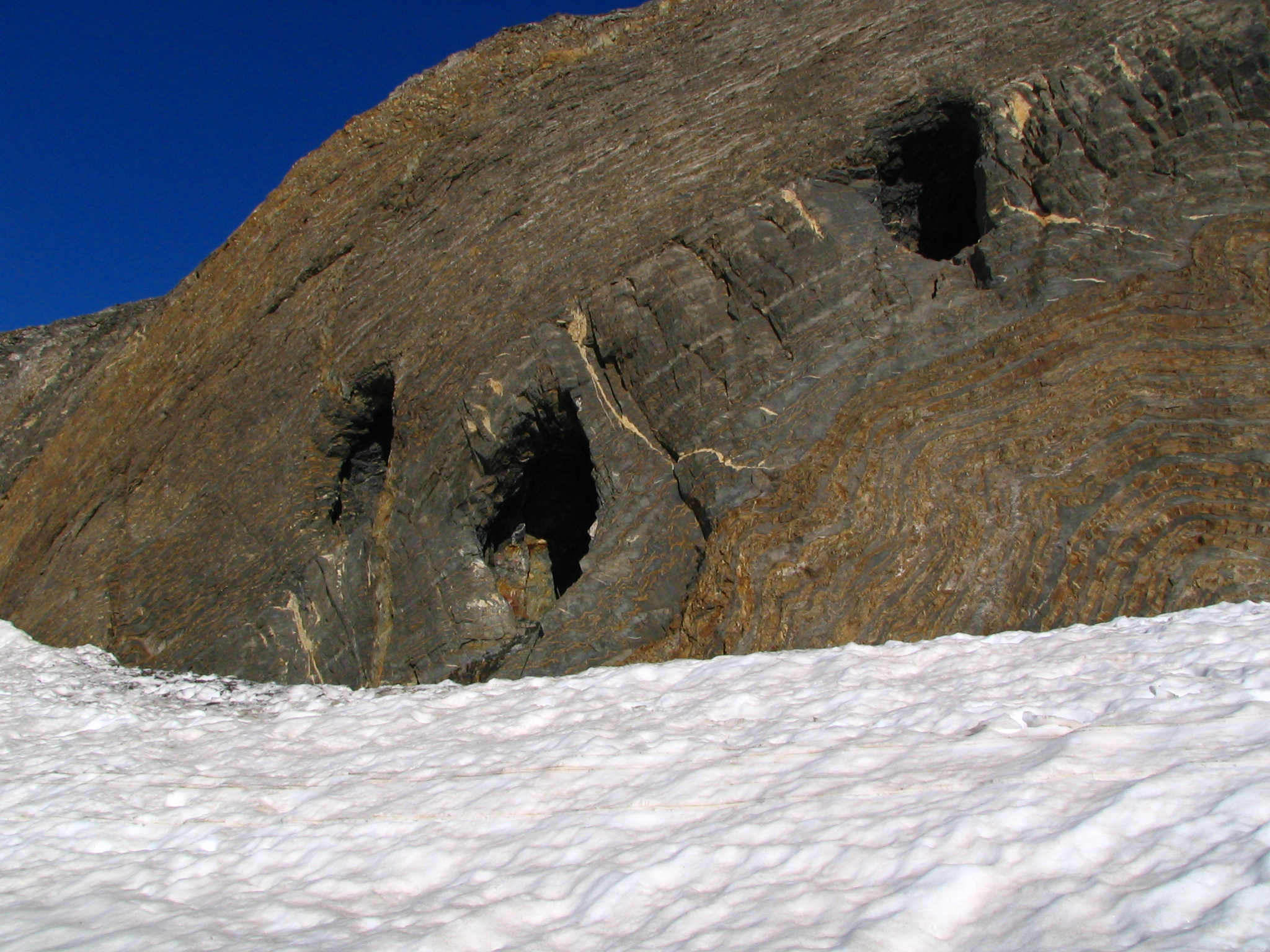
Las cuevas de Henry Russell.

El espesor del glaciar varía según las estaciones y los años, soemdp las cuevas de Russell un buen indicador. Excavadas en la roca en la parte superior del glaciar, se encuentran debajo de la nieve o muy por encima de ella, por lo que es necesario escalar un poco para llegar a ellas.
Las cuevas se encuentran actualmente a más de 20 metros del nivel del glaciar, lo que permite imaginar las dimensiones que tenía el glaciar cuando se crearon y el volumen de hielo perdido en 100 años.
En 2022 llegó a perder 4,51 metros de espesor, llegando a ocupar solo 25 hectáreas.

## Historia

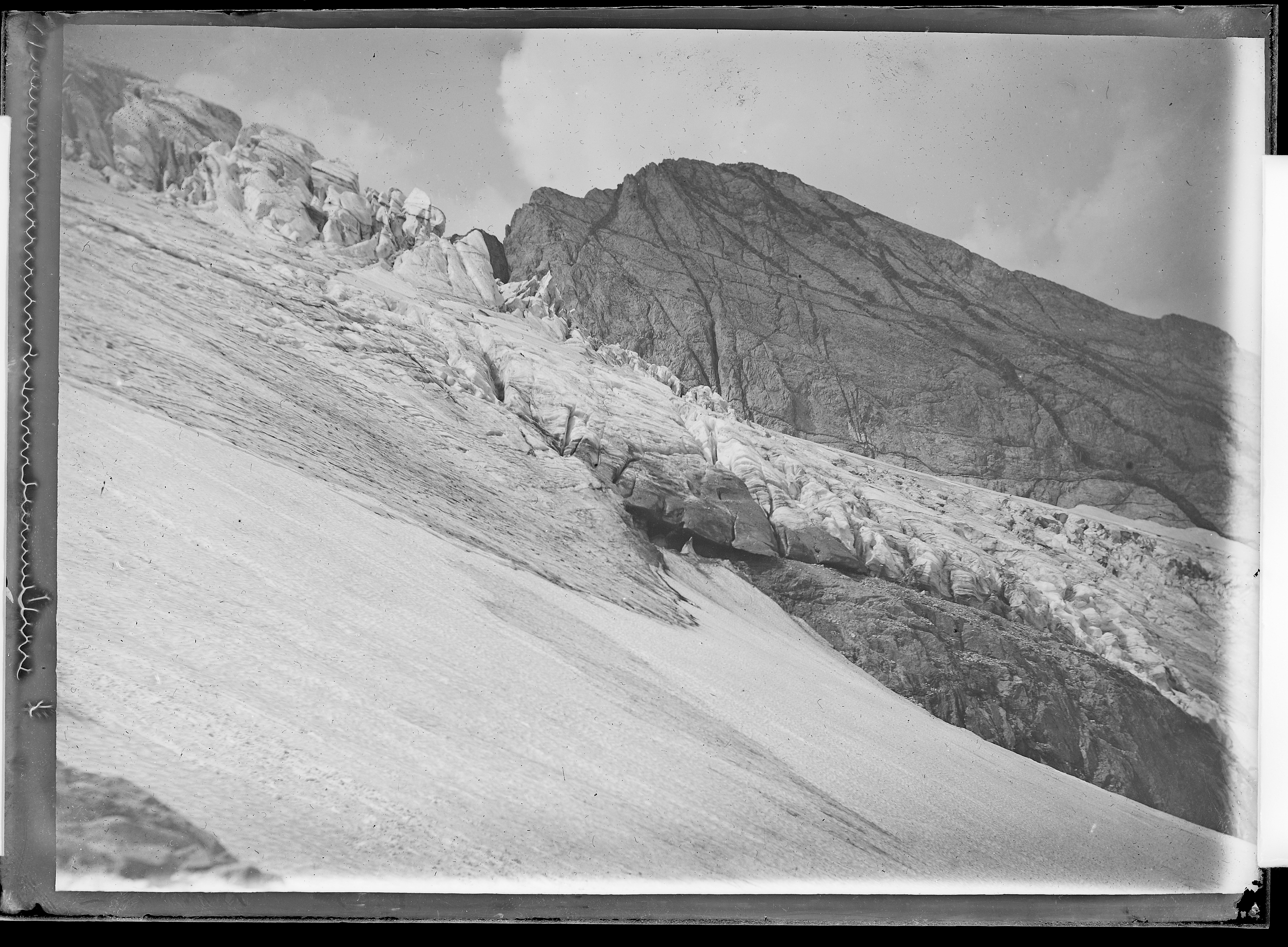
Seracs del glaciar de Ossoue al pie del Pequeño Viñamala, foto de Eugène Trutat, conservada en el Museo de Toulouse.

Además de las tres cuevas mencionadas anteriormente, existe una cuarta también construida por Henry Russell, Paradise Cave. Se encuentra debajo de la cumbre, a 3270 m, y el acceso también requiere unos pocos escalones de subida.

## Rutas de acceso
Una de las posibles formas de acceder al glaciar es atravesar el embalse de Ossoue y tomar el GR-10 que conduce a la cima del pequeño Viñamala. Después de pasar las cuevas de Bellevue, a una altitud de aproximadamente 2400 m , el sendero se divide: a la derecha el pequeño Viñamala y el refugio Baysselance, a la izquierda el Gran Viñamala y el glaciar de Ossoue. El sendero sube a través de antiguas morrenas glaciares, donde la roca ha sido moldeada durante siglos por la erosión de los glaciares.